# بترسی
longitudeبترسیlatitudeبترسی
بَتِرسی (به انگلیسی: Battersea) یک ناحیه در لندن است که در منطقه واندزوورث لندن واقع شده‌است.

## افراد ساکن مشهور
- برایان کاکس – physicist, host of science shows for بی‌بی‌سی
- باب گلداف – singer and songwriter
- گراهام گرین – writer, playwright, critic
- جی کی چسترتون – writer
- سایمون لبون – musician
- کیتی لیونگ – actress, best known as ارتش دامبلدور in Harry Potter films
- دنی مینوگ – musician
- شان اوکیسی – writer
- روپرت پنری-جونز – actor
- گوردون رمزی – chef
- جولی ریچاردسون – actress
- جی.کی. رولینگ – author[۱]
- گرگ رودسکی – tennis player
- پیتر سرافیناویچ – comedian
- اد شیرن – musician
- تیموتی اسپال – actor[۲]
- گابریل تامسون – stars in My Family
- ویلیام ویلبرفورس – prominent campaigner against the تاریخ برده‌داری
- ادوارد آدریان ویلسون – English physician, polar explorer, natural historian, painter and ornithologist
- لوئیس پارتریج - بازیگر بریتانیایی
- باب مارلی – reggae artist